# Truncus brachiocephalicus

Az aortaív ágai (Gray Anatómiája)

A truncus brachiocephalicus egy a mellkasban található vaskos értörzs, az aortaív első ága. Rövid érszakasz, eredése után hamar ágaira oszlik; a jobb kulcscsont alatti verőérre (arteria subclavia dextra) valamint a jobb közös fejverőérre (arteria carotis communis dextra), melyek a jobb kar, a fej és nyak vérellátásért felelősek.  Csak jobb oldali van belőle, szemben a vena brachiocephalicával, mely mindkét oldalon megtalálható. A bal közös fejverőér és a bal arteria subclavia közvetlenül az aortából ered.

## Lefutása
A légcső előtt ered az aortából, majd ferdén felfelé haladva annak jobb oldalára húzódik. A bal vena brachiocephalicával is kereszteződik, mely előtte fut jobbra lefelé, és végül a vena cava superiorba ömlik.

## Fejlődéstana

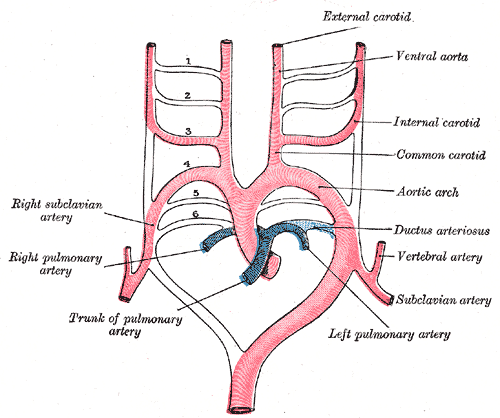
A garatívartériák és a belőlük kifejlődő erek (Gray's Anatomy)

A truncus brachiocephalicus a jobb oldali ventrális aortának a negyedik és ötödik garatívartéria közé eső szakaszából alakul ki. A jobb negyedik garatívartériából, valamint a jobb dorzális aorta ez alá eső szakaszából a jobb kulcscsont alatti verőér lesz.